# Еж3
Еж3 — тип электровагонов метрополитена, выпускавшийся на Мытищинском машиностроительном заводе и являющийся дальнейшим развитием вагонов типа Еж. От предшественников данные вагоны отличаются обновлённым электрооборудованием с системой авторегулирования скорости, новым пультом управления в кабине машиниста и изменениями в конструкции сидений. В обиходе данный тип (как и основа для этого типа тип «Еж») вагонов часто называют «Ёжиками».
Вагоны Еж3 являются отдельным типом и не могут эксплуатироваться в одном составе с вагонами типа Е и Еж. Все вагоны Еж3 изначально укомплектованы как головные и эксплуатируются главным образом с промежуточными вагонами Ем-508Т. Вместе с тем, часть вагонов Еж3 использовались как промежуточные, в том числе пройдя модернизацию с удалением кабины.
Вагоны поступили для эксплуатации в Московский, Харьковский, Киевский, Тбилисский, Ташкентский и Бакинский метрополитены. К настоящему времени в регулярной эксплуатации вагоны остались в метрополитенах Харькова и Тбилиси, где часть из них прошла капитальную модернизацию с изменением конструкции и внешнего облика.

## Производство
Вагоны типа Еж3 были разработаны на Мытищинском машиностроительном заводе в 1973 году как усовершенствованная версия вагонов типа Еж с новым электрооборудованием и системой авторегулирования скорости (АРС). Первая опытная партия из 13 вагонов с номерами 5561—5573 была выпущена в 1973 году. У этих вагонов вверху лобовой части кабины машиниста отсутствовал трафарет, имевшийся у большинства других советских метровагонов. Начиная с октября того же года завод начал серийное производство вагонов этого типа, но уже с трафаретом на лобовой части.
В период с 1973 по 1977 год Мытищинский завод построил 472 вагона типа Еж3 и 6 вагонов типа Еж6, являющихся модификацией Еж3 и отличающихся немного изменёнными электрическими схемами для совместной эксплуатации с контактно-аккумуляторными электровозами типа Л, также созданных на базе Еж3. Параллельно Ленинградский вагоностроительный завод с 1974 по 1979 год построил 477 вагонов Ем-508Т, адаптированных для совместной эксплуатации с Еж3. В дальнейшем заводы перешли к серийному выпуску вагонов 81-717/714 и не возвращались к выпуску вагонов Еж3. Лишь в 1986 году по специальному заказу было построено ещё 4 вагона типа Еж6.
Вагоны Еж3 и Еж6 первого выпуска получили сквозную нумерацию в диапазонах 5561—5999 и 9000—9049, при этом в первом диапазоне у Еж3 и Еж6 встречались разрывы из-за того, что четыре номера были присвоены вагонам Л и ещё шесть — вагонам 81-717/714. Кроме того, один планировавшийся вагон Еж3 № 5627 был повреждён в процессе сборки и так и не был выпущен. Семь из вагонов Еж3, выпущенных в 1975 году, изначально были построены в 1972 году как Ечс и имели номера 5601-5607. После испытаний в Московском метрополитене они были возвращены на завод и переоборудованы в серийные Еж3, получив при этом новые номера 5923—5926 и 5943—5945.
Данные по выпуску вагонов Еж3, Еж6 и Ем-508Т по годам приведены в таблице:
| Год выпуска | Количество вагонов | Количество вагонов | Количество вагонов | Номера вагонов                                         | Номера вагонов             | Номера вагонов       |
| Год выпуска | Еж3                | Еж6                | Ем-508Т            | Еж3                                                    | Еж6                        | Ем-508Т              |
| 1973        | 19                 | 6                  | —                  | 5561—5579                                              | 5580—5584, 5590            | —                    |
| 1974        | 123 (+1)           | —                  | 75                 | 5585—5589, 5591—5626, 5627, 5628—5685, 5687—5709, 5713 | —                          | 6398—6472            |
| 1975        | 123                | —                  | 85                 | 5714—5836                                              | —                          | 6473—6557            |
| 1976        | 103                | —                  | 99                 | 5838—5845, 5847—5853, 5856—5866, 5869—5945             | —                          | 6658—6756            |
| 1977        | 104                | —                  | 118                | 5946—5999, 9000—9049                                   | —                          | 6757—6874            |
| 1978        | —                  | —                  | 60                 | —                                                      | —                          | 6992—7051            |
| 1979        | —                  | —                  | 40                 | —                                                      | —                          | 7052—7091            |
| 1986        | —                  | 4                  | —                  | —                                                      | 0090—0093                  | —                    |
| Всего       | 472 (+1)           | 10                 | 477                | 5561—...—5999, 9000—9049                               | 5580—5584, 5590, 0090—0093 | 6398—6874, 6992—7091 |

## Конструкция

### Механическая часть
По конструкции механической части Еж3 почти не отличаются от вагонов типа Еж. Как и предшественники, вагоны имеют стальной гофрированный кузов с четырьмя автоматическими раздвижными дверями по бокам и центральной торцевой дверью у кабины машиниста. Каждый вагон опирается на две двухосные моторные тележки, снабжённые рельсовыми токоприёмниками по бокам.

### Электрическая часть
На вагонах Еж3 по сравнению с Еж и Ем установлены более мощные тяговые двигатели ДК-116А часовой мощностью 72 кВт (против прежней 68 кВт) и тиристорные регуляторы ослабления возбуждения в силовой цепи для плавного управления током возбуждения ТЭД при торможении на высоких скоростях. Также впервые была внедрена автоматическая локомотивная сигнализация с автоматическим регулированием скорости для повышения безопасности движения.
Напряжение 750 В подаётся на вагон Еж3 из контактного рельса через 4 рельсовых башмака токоприёмника типа ТР-3А, включённых параллельно. Токоприёмники установлены по два с каждой стороны вагона. В зависимости от расположения контактного рельса (на линии и в электродепо) вагон может питаться как через один, так и через несколько токоприёмников.
От токоприёмников напряжение 750 В поступает:
- через главный предохранитель П и главный разъединитель ГВ — в цепи тяговых электродвигателей;
- через сопротивление и автомат вспомогательных цепей АВЦ — во вспомогательные цепи высокого напряжения (цепи главного освещения, отопления кабины, цепи электродвигателя компрессора и т. д.)[5]

#### Компрессоры
Пневматические тормоза, некоторые электрические аппараты и автоматические двери вагона Еж3 работают на сжатом воздухе. Для получения сжатого воздуха на каждом вагоне установлен мотор-компрессор, состоящий из поршневого компрессора типа ЭК-4А и его электродвигателя. Электродвигатель постоянного тока с последовательным возбуждением (тип ДК-408А) питается напряжением 750 В от высоковольтных вспомогательных цепей вагона, поэтому перед включением компрессора необходимо подать на вагон напряжение 750 В и включить автомат вспомогательных цепей.
Для включения компрессора необходимо в кабине машиниста задействовать выключатель «Компрессор». При этом на всех вагонах поезда включаются контакторы компрессоров и подают напряжение 750 В на электродвигатели компрессоров. Двигатели начинают вращать валы компрессоров.
Для автоматического включения/выключения компрессоров в зависимости от давления сжатого воздуха в пневмосистеме на каждом вагоне установлен пневматический выключатель — регулятор давления. Он контролирует давление сжатого воздуха, создаваемое компрессором. Когда это давление достигнет 8 атмосфер, регулятор давления выключит контакторы компрессоров. Двигатели компрессоров обесточатся, и компрессоры прекратят работу. Когда давление воздуха снизится до 6.5 атмосфер, регулятор давления включит контакторы компрессоров. Напряжение 750 В поступит на двигатели компрессоров, и компрессоры снова начнут вырабатывать сжатый воздух. Все компрессоры поезда управляются регулятором давления того вагона, на котором включён выключатель компрессоров.
В случае невозможности штатно включить компрессоры из-за неисправности цепи управления ими (например, при неисправности регулятора давления в рабочей кабине) в каждой кабине установлена кнопка «Резервный мотор-компрессор». При нажатии на неё контакторы компрессоров включатся независимо от состояния регуляторов давления. В таком режиме давление воздуха, создаваемое компрессорами, контролирует машинист по манометру. Когда давление достигнет 8 атмосфер, машинист отпустит кнопку, выключая компрессоры.

#### Фары и сигнальные огни
Для освещения пути перед поездом на лобовой части установлено по 5 фар — две ближнего света и три дальнего (на вагонах, прошедших капитально-восстановительный ремонт — модели Еж3РУ1 — установлены 4 фары усиленного света). Фары ближнего света установлены в нижней части лобовой части — по бокам — справа и слева, а фары дальнего — по центру лобовой части над торцевой дверью. В фарах ближнего света установлены лампы мощностью 40 Вт, рассчитанные на напряжение 36 Вольт, поэтому для работы от напряжения 75 В эти лампы включены последовательно. В фарах дальнего света установлены лампы типа А24-60-40, рассчитанные на напряжение 24 Вольта и также включённые последовательно. Лампы фар включены, когда реверсивная рукоятка контроллера машиниста находится в положении «Вперёд» (либо когда контроллер резервного управления — не от основного контроллера, находится в рабочем положении). В зависимости от положения переключателя работы фар («Выключатель усиленного света» (ВУС)) задействуются либо лампы фар ближнего света, либо лампы фар дальнего.
Для обозначения хвоста поезда на каждом вагоне над кабиной машиниста (справа и слева) установлены сигнальные огни — два маломощных светильника красного света. Их лампы мощностью по 15 Вт рассчитаны на напряжение 120 В; каждая лампа защищена отдельным предохранителем. Лампы сигнальных огней включаются, когда реверсивная рукоятка контроллера машиниста находится в положении «0», либо «Назад».

### Интерьер

#### Пассажирский салон
Пассажирский салон имеет с каждой стороны по четыре автоматических двустворчатых раздвижных двери для входа и выхода пассажиров, между дверными проёмами вдоль центрального прохода установлены мягкие диваны лицом к центру и спинками к окнам. Диваны в проёме между автоматическими дверями — шестиместные, в торцевой части напротив узких окон с противоположной стороны от кабины — трёхместные. По сравнению с вагонами типов Еж и Ем, сиденья стали жёсткими с натянутой кожаной обивкой коричневого цвета (как на вагонах типа 81-717/714). После модернизации сиденья во многих вагонах Московского и Тбилисского метрополитена были заменены на пластиковые с индивидуальной для каждого пассажира спинкой и сидушкой коричневого (в Москве) или красного (в Тбилиси) цвета. При модернизации головных вагонов в промежуточные и ликвидации кабины машиниста сиденья на её месте не устанавливались для увеличения общей вместимости вагона — имелась возможность сидеть только на широких торцевых ящиках.
Потолок вагона состоит из трёх частей — центральной и двух заниженных боковых, и имеет решётки естественной вентиляции на границе боковых частей. На потолке вдоль салона заводской конструкции размещаются три ряда круглых плафонов с лампами накаливания — один по центру и два по краям. После модернизации плафоны во многих вагонах заменялись на непрерывную световую линию из люминисцентных светильников, расположенную по центру потолка. К потолку вагонов над сиденьями крепятся поручни. Стены и потолок отделаны светло-серым пластиком. Боковые окна в пространстве между дверями снабжены сдвижными форточками. Вагоны снабжены переговорными устройствами связи пассажир-машинист, расположенными по бокам от дверных проёмов.
- Интерьер вагонов
- Пассажирский салон с оригинальными плафонами и отделкой сидений
- Пассажирский салон вагона Еж3 в Москве после КВР
- Пассажирский салон вагона Еж3М в Тбилиси после КВР

#### Кабина машиниста
Кабина машиниста отделена от пассажирского салона перегородкой и рассчитана на возможность управления поездом в одно лицо. Спереди кабина по центру имеет торцевую дверь и два окна по бокам от неё, сзади — дверь прохода в салон, по бокам от которой на стенке размещено электрооборудование. По левому борту кабины расположена дверь для входа машиниста, а по правому — окно. Пульт управления и кресло машиниста размещаются с правой стороны кабины, а слева на передней стенке размещено колесо стояночного тормоза.
В кабине машиниста с правой стороны был установлен новый пульт управления, как и у вагонов Ечс, состоящий из двух наклонных панелей. По сравнению с вагонами типа Еж, у которых пульт управления представлял собой узкую панель с кнопками и располагался между стойкой контроллера и кранами пневматической системы, а приборы мониторинга располагались отдельно по бокам от окна, новый пульт стал занимать всю ширину напротив правого лобового окна, а все приборы были перенесены на него. На верхней панели пульта расположены приборы мониторинга: слева размещаются стрелочный вольтметр напряжения аккумуляторной батареи, амперметр силы тока тяговых двигателей и вольтметр напряжения в сети, по центру — лампы сигнализации АРС и стрелочный скоростемер, а справа — два пневматических манометра напорной и тормозной магистрали и тормозного цилиндра. На нижней панели размещены органы управления: в середине левой половины пульта слева расположена рукоятка контроллера, в середине правой — рукоятка тормозного крана, а на остальной части — кнопки и переключатели. Рукоятка контроллера и тормозного крана стала поворачиваться в вертикальной плоскости вперёд и назад, а тумба контроллера и пневматические краны перенесены под нижнюю панель пульта.
В дальнейшем в ходе модернизации вагонов Еж3 в них устанавливался более компактный и узкий пульт управления ПМ.05 без рукояток контроллера и тормозного крана на панели управления, близкий по виду к пульту управления ПМ.01М вагонов 81-718/719. Рукоятка контроллера вновь стала размещаться на отдельной тумбе слева от места машиниста и поворачиваться в горизонтальной плоскости, как и у вагонов Е, Еж и Ем, а два манометра стали размещаться над ней слева от пульта. Справа от пульта стал располагаться тормозной кран с поворачиваемой в горизонтальной плоскости рукояткой. На нижней панели пульта остались кнопки и переключатели, а на верхней — лампы сигнализации с компактным электронным цифровым скоростемером вместо стрелочного по центру, слева — один стрелочный вольтметр аккумуляторной батареи, а справа — кнопки управления освещением. Амперметр тока тяговых электродвигателей и вольтметр сетевого напряжения были вынесены в отдельный блок, расположенный над пультом управления и блоком задания номера маршрута на правом углу кабины.

## Эксплуатация
Первые опытные вагоны № 5561—5573 в августе-октябре 1973 года поступили в электродепо «Красная Пресня» для работы на Краснопресненской линии, а вслед за ними в сентябре-ноябре следующего года пришли уже серийные Еж3 (все или почти все выпущенные для Москвы вагоны с номерами 56хх) и первые Ем-508Т (№ 6398—6399, а также все или почти все вагоны в диапазоне 6400—6443). В свою очередь, все более старые вагоны Еж, Еж1, Ем-508 и Ем-509 (все 1972 года выпуска) были отправлены в депо «Северное» для замены вагонов типа Д, передаваемых в депо «Измайлово» для замены списываемых там вагонов Ам и Бм.
В 1978 году начата эксплуатация вагонов Еж3 и Ем-508Т на Горьковско-Замоскворецкой линии. Для формирования поездов в депо «Сокол» поступили головные вагоны Еж3 (1973, 1974 и 1977 годов выпуска) и несколько промежуточных вагонов Ем-508Т из депо «Планерное» (и, возможно, из депо «Ждановское»), а также новые Ем-508Т с завода (почти все выпущенные для Москвы вагоны в диапазоне 6992—7091; несколько из которых поступили тогда в депо «Планерное»), часть из которых, в связи с нехваткой уже не выпускавшихся к тому времени вагонов Еж3, была переоборудована в головные.
Вагоны, с завода в депо «Красная Пресня» и «Сокол» не поступавшие, направлялись в депо «Ждановское» и «Планерное» напрямую.
С августа 1980 года по октябрь 1983 года все они, по мере прихода новых вагонов 81-717 и 81-714, постепенно передавались в депо «Планерное». За счёт этого в конце сентября 1983 года Ждановско-Краснопресненская линия была переведена на 8-вагонные поезда, а последние вагоны из «Сокола» поступили на неё в октябре.
В Московском метрополитене вагоны Еж3 и Ем-508Т (с капитально-восстановительным ремонтом на ЗАО «ЗРЭПС» (завод по ремонту электроподвижного состава)) эксплуатировались в регулярном пассажирском движении до 13 июня 2020 года, при этом «Новогодний поезд» был сохранён в резерве для эксплуатации в новогодние праздники, а также продолжилась эксплуатация двух вагонов в качестве головных в служебном составе с вагоном-путеизмерителем. В Харьковском метрополитене работают на Холодногорско-Заводской линии, причём как без капитального ремонта, так и в модернизированном виде, в Тбилисском метрополитене на Ахметели-Варкетилской линии, где уже все вагоны прошли модернизацию, аналогичную московской, но с установкой масок головных вагонов и окраской по типу пражских 81-71М. Кроме того, вагоны Еж3 эксплуатировались в Киевском метрополитене (в 1979 году переданы в Харьков), Ташкентском метрополитене (переданы в Тбилиси и Баку в 1986—87 годах, часть исчезла в неизвестном направлении) и в Бакинском метрополитене (полностью списаны к 2009 году, сохранён один вагон в составе ретро-поезда).
- Электропоезд из вагонов Еж3/Ем-508Т на Кольцевой линии в Москве во время парада поездов в Москве. Прибытие, поездка и отправление
- Именной электропоезд «75 лет Великой Победы» из вагонов Еж3 и Ем-508Т на Холодногорско-Заводской линии в Харькове. Прибытие, поездка и отправление

### Именные поезда Московского метрополитена

#### «Новогодний поезд»
Поезд был запущен в конце 2016 года и оформлен на новогоднюю тематику. Вагоны новогоднего поезда были украшены изображениями красногрудых снегирей, ветвей ели, утончёнными снежинками и надписью с цифрами наступающего года на белом и сером фоне в виде снега, а салон также украшен мишурой и электрогирляндами. В данном оформлении поезд курсировал только в декабре и январе, а остальное время передавался на консервацию в одно из депо. Первоначально курсировал по Кольцевой линии в сокращённой шестивагонной составности с 28 декабря 2016 года по 15 января 2017 года, и это был единственный поезд данной модели на линии. 6 января, в канун Рождества Христова, один из вагонов поезда был заменён на новый, посвящённый наступлению главного христианского праздника. 3 февраля 2017 года поезд был отправлен на хранение в депо «Митино» до следующего Нового года. 31 декабря 2017 года на открываемой станции «Ховрино» поезд снова был запущен в эксплуатацию уже на Замоскворецкой линии. Для обеспечения работы на линии в состав были вцеплены два дополнительных промежуточных вагона с идентичным оформлением. 9 января 2018 года поезд вновь был отправлен на хранение до следующего Нового года. С 29 декабря 2018 года по 14 января 2019 года и с 24 декабря 2019 года по 8 января 2020 года поезд эксплуатировался на Таганско-Краснопресненской линии. Несмотря на то, что в июне 2020 года регулярная пассажирская эксплуатация поездов модели Еж3/Ем-508Т в Московском метрополитене была полностью прекращена, с 21 декабря 2020 года по 10 января 2021 года новогодний поезд в семивагонной составности эксплуатировался на Кольцевой линии. 10 декабря 2021 года новогодний поезд получил новое оформление. С 24 декабря 2021 года по 30 января 2022 года эксплуатировался на Таганско-Краснопресненской линии. Также в обновлённом оформлении — красного цвета был вновь запущен на Таганско-Краснопресненскую линию 26 декабря 2022 года. Во вновь обновлённом оформлении фиолетового окраса выпущен на Таганско-Краснопреснескую линию 25 декабря 2023 года.
| - Оформление бортов поезда (станция «Ховрино») - Видеообзор поезда в светло-сером цвете в начале 2017 года на Кольцевой линии - Видеообзор поезда в красном цвете в начале 2023 года на Таганско-Краснопресненской линии - Поезд в фиолетовом цвете в конце 2023 года |

| - Салон поезда (2017) - Салон поезда (2018) - Салон поезда (2023/2024) |

#### «Спасибо, донор!» (оформление снято)
Запуск поезда состоялся 9 июля 2019 года на Таганско-Краснопресненской линии. В вагонах тематического состава пассажиры могли познакомиться с интересными фактами и полезной информацией о донорстве крови, донорских движениях, прочитать благодарности пациентов, которым помогла донорская кровь, узнать об учреждениях Службы крови Москвы. Как и планировалось, поезд курсировал до конца декабря 2019 года, после чего оформление было снято.
| - Оформление борта вагона |

## Модификации

### Еж6
Еж6 или 81-712 — модификация Еж3 для работы на подземных линиях стратегического назначения (Д-6) без контактного рельса в составе контактно-аккумуляторных служебных поездов совместно с контактно-аккумуляторными электровозами типа Л по схеме Еж6+1..2×Л+Еж6. Конструктивно эти вагоны практически не отличались от Еж3.
Первая партия из шести вагонов Еж6 (номера 5580—5584, 5590) одновременно с тремя электровозами Л была изготовлена в 1973 году, вторая из четырёх вагонов Еж6 (номера 0090—0093, единая с новой нумерацией вагонов 81-717/714) и трёх электровозов Л — уже в 1986 году после прекращения выпуска вагонов Еж3 и переход на выпуск вагонов 81-717/714, необходимость изготовления этих вагонов была обусловлена открытием новых участков в метро специального назначения и необходимостью в наличии торцевой двери в кабине головных вагонов, которая отсутствовала у 81-717. Вагоны Еж6 и Л первой партии имели сине-зелёную окраску по аналогии с выпускаемыми в то время вагонами Еж3, а второй партии — светло-синюю окраску. Вагоны Еж6 второй партии отличались от первой наличием трёх гофрированных полос на уровне стёкол вместо двух и установкой в салоне сидений, аналогичных сиденьям вагонов 81-717/714.
Поезда из вагонов Еж6 и Л эксплуатировались в Д-6, однако периодически заезжали на территорию обычного метрополитена для подзарядки аккумуляторов или прохождения техобслуживания.
Со временем по мере обновления подвижного состава в Д-6 четыре вагона Еж6 № 5581—5584 были модернизированы в промежуточные на ЗРЭПС и были переданы на Таганско-Краснопресненскую линию, где работали с пассажирами до 2019 года совместно с вагонами Еж3. Вагоны Еж6 второго выпуска в конце 2000-х — начале 2010-х годов были списаны из Д-6 и в пассажирскую эксплуатацию переданы не были: вагоны 0090 и 0091 совместно с переделанным в тепловоз вагоном 0088 находятся в служебном пользовании войсковой части № 95006; вагоны 0092 и 0093 некоторое время находились в депо Новогиреево и вскоре были порезаны.

### ЕжТК
В 1997 году два вагона типа Еж3 (5696 и 5923) и один вагон Еж6 (5582) были модернизированы на ЗРЭПС по типу ЕжТК. В салонах данных вагонов по краям пассажирских сидений были установлены сплошные перегородки с вырезом дугообразной формы, направленным от прохода стенкам, снабжённые дугообразными поручнями, выступающими наружу к центру прохода. Однако модернизация по такому варианту была признана слишком дорогой, в результате чего вагоны использовались как служебные, а в 2010 году приведены к общему типу модернизированных на ЗРЭПС в 2000-е годы вагонов Еж3, Еж6 и Ем-508Т и вновь стали обслуживать пассажиров.

### Контактно-аккумуляторный электровоз № 5823
В 1977 году вагон Еж3 с номером 5823 был выпущен как лаборатория Всесоюзного научно-исследовательского института вагоностроения (ВНИИВ). В 1997 году он был переоборудован в контактно-аккумуляторный электровоз: была смонтирована вторая кабина управления, убраны сиденья, по бокам от центрального прохода установлены аккумуляторные батареи (по аналогии с 81-580). В оконных проёмах вместо стёкол были установлены металлические листы с вентиляционными решётками. Модернизированный вагон поступил в депо Оболонь Киевского метрополитена и получил двухцветную голубо-жёлтую окраску. По состоянию на 2020 год, электровоз отставлен от работы.

### Вагоны, модернизированные в 81-718
В 2004 году в Харькове два вагона производства Мытищинского машиностроительного завода (№ 5714 и № 5743) прошли капитальную модернизацию по типу 81-718.1, сделавшую их совместимыми с вагонами 81-718/719, имеющими тиристорно-импульсную систему управления, с которыми и эксплуатируются в местном метрополитене. При этом кабина была также переработана в соответствии к вагонам 81-718.1. Внешне вагоны, модернизированные из Еж3, отличаются от изначальных 81-718/719 формой воздухозаборников на крыше (вентиляционные черпаки по бокам от середины крыши вместо узких решёток по бокам выступающей центральной части у 81-718/719), а также наличию двух гофр на уровне окон салона вместо трёх у боковых стен. В салоне, в отличие от 81-718/719, сохранены решётки приточно-вытяжной системы вентиляции по краям центральной части потолка вместо круглых вентиляторов в середине, а дверь между салоном и кабиной расположена по центру (у 81-718 она расположена слева).

### Вагоны, модернизированные в Еж3М
В 2005—2007 годах подавляющее большинство вагонов Еж3 и Ем-508Т Тбилисского метрополитена прошло модернизацию на заводе по ремонту электроподвижного состава (ЗАО «ЗРЭПС», ныне ВРК — вагоноремонтный комплекс) по чешскому образцу, аналогично пражским вагонам 81-71М, переоборудованных из 81-717.1/714.1, и получили обозначение Еж3М. Модернизация включает в себя замену электрооборудования, радикальное изменение отделки и оборудования салона и кабины машиниста, замену кабины машиниста у головных вагонов и внешнего вида вагонов, при этом все вагоны перекрашиваются в серебристо-красно-белую расцветку. У вагонов, используемых в качестве головных, была установлена новая стеклопластиковая маска чёрного цвета, а у вагонов, модернизированных в промежуточные, кабина машиниста была ликвидирована и её пространство стало использоваться под пассажирский салон. В салоне были установлены центральные световые линии из люминисцентных светильников, пластиковые диваны с индивидуальными кожаными сидушками и спинками красного цвета и новые поручни красного цвета. Всего было модернизировано 43 вагона типа Еж3 (в 26 головных и 17 промежуточных) и 9 Ем-508Т (только в промежуточные), которые были сформированы в 13 четырёхвагонных составов. Все вагоны, модернизированные из Еж3, эксплуатируются в депо ТЧ-2 «Глдани».
В дальнейшем Тбилисский ВРК начал проводить аналогичную модернизацию вагонов 81-717/714 с присвоением им типа 81-717М/714М, а позднее и Ема-502, с новой формой кабины и присвоением обозначения Ема-502М, причём как головным, так и промежуточным вагонам, что является распространённым вариантом в Европе. Внешне вагоны, модернизированные из Еж3, можно отличить от вагонов на базе 81-717/714 по наличию двух гофр на уровне окон салона вместо трёх (при этом у вагонов Ем-508Т их три, поскольку они выпущены Ленинградским вагоностроительным заводом им. И. Е. Егорова, позже — ЗАО «Вагонмаш»), а изнутри — по центральному расположению двери между салоном и кабиной в головных вагонах (у вагонов 81-717М дверь расположена слева) и отсутствию сидений на месте ликвидированной кабины в промежуточных вагонах, где оборудована накопительная площадка (у вагонов 81-714М трёхместные сиденья есть по обоим торцам).

### Модернизация вагонов Еж3
Летом 2016 года Харьковский метрополитен в рамках программы по глубокой модернизации эксплуатируемых вагонов типа Еж3/Ем-508Т начал своими средствами модернизацию одного из пятивагонных составов Еж3, отчасти схожую c производимой Крюковским вагоностроительным заводом модернизацией вагонов Киевского метрополитена типов Е, Ема-502/Ем-502 и Еж/Еж1 в Е-КМ, с продлением срока их службы на 25 лет. Модернизированные вагоны не претерпели изменений в заводском обозначении (81-710 является альтернативным обозначением Еж3), будучи, в отличие от схожих модернизаций (Е-КМ 81-7080/7081), с коллекторными электродвигателями и реостатно-контакторной системой управления, получив обновлённый внешний вид — в ходе модернизации у головных вагонов была произведена замена лобовых частей («масок») на новые стеклопластиковые, аналогичные устанавливаемым на вагоны Е-КМ; также схожим образом были обновлены отделка салона и кабины машиниста, включая новый пульт управления, установлены межвагонные предохранительные устройства от падения пассажиров на пути и затруднения их проезда между вагонами снаружи. Крыша и низ лобовых и боковых стен окрашивались в белый цвет, верхняя часть боковых стен и бо́льшая часть лобовой части — в чёрный, а нижняя половина боковых стен и декоративные полосы спереди — в тёмно-синий. В течение ближайших нескольких лет метрополитен планирует модернизировать аналогичным образом ещё 10 составов. Стоимость такой модернизации электропоезда составила 44 миллиона гривен.
Салоны головных и промежуточных вагонов имеют по 36 сидячих мест, однако при этом сиденья выполнены раздельными и имеют отдельные спинку и сидушку синего цвета из кожзаменителя. В тамбурных зонах оборудованы стоячие накопительные площадки, при этом в промежуточных вагонах со стороны бывших кабин машиниста над отсеками с оборудованием оборудованы столики с горизонтальными поручнями, пригодные для размещения багажа. Отделка стен и потолка белого цвета, поручни, решётки системы вентиляции и непрерывные световые линии по центру потолка конструктивно схожи с вагонами Е-КМ, но при этом пол имеет серо-синий цвет, а поручни — синий.
После завершения модернизации в августе 2017 года электропоезд поступил в электродепо ТЧ-1 «Московское» (с мая 2022 года — «Немышлянское»), где начал проходить обкатку. 1 сентября 2017 года состоялся запуск поезда с пассажирами на Холодногорско-Заводской линии Харьковского метрополитена. Всего к 2019 году было модернизировано 25 вагонов, сформированные в 5 составов.
- Прибытие, поездка и отправление состава из вагонов Еж3 в Харьковском метрополитене
- Салон промежуточного вагона

### Экспортные модификации
- Ечс: модификация для Пражского метрополитена.
- Ев3: модификация для Будапештского метрополитена.

## В культуре

### Компьютерные игры
- В оригинальном состоянии — до капитально-восстановительного ремонта (КВР) воссозданы в дополнении (моде) «Metrostroi Subway Simulator» к игре «Garry's Mod» в Steam[32], функционирует в виде аддонов в Steam Workshop. Дополнение отличается от других компьютерных симуляторов поезда высокой реалистичностью[33]. В этом же дополнении позже была воссоздана «версия» с капитально-восстановительным ремонтом — Еж3РУ1/Ем-508ТРУ1[34].

### Телесериалы
- Версия вагонов после капитально-восстановительного ремонта Еж3РУ1/Ем-508ТРУ1 на станции «Полежаевская» запечатлена в 1 серии 1 сезона российского телесериала «Ангел или демон».